# Botryobasidium botryoideum
Botryobasidium botryoideum ist eine Ständerpilzart aus der Familie der Traubenbasidienverwandten (Botryobasidiaceae). Sie bildet resupinate, spinnwebartige Fruchtkörper aus, die auf Laubbäumen wachsen. Das Verbreitungsgebiet von Botryobasidium botryoideum umfasst ein holarktisches Areal. Eine Anamorphe der Art ist bislang nicht bekannt.

## Merkmale

### Makroskopische Merkmale
Botryobasidium botryoideum besitzt gräulich-weiße, alt gelblich-weiße, gespinstartige und dünne Fruchtkörper, die resupinat (also vollständig anliegend) auf ihrem Substrat wachsen und unter der Lupe leicht netzartig erscheinen.

### Mikroskopische Merkmale
Wie bei allen Traubenbasidien ist die Hyphenstruktur von Botryobasidium botryoideum monomitisch, besteht also ausschließlich aus generativen Hyphen, die sich rechtwinklig verzweigen. Die Basalhyphen sind hellgelb, meist 8–20 µm breit, dickwandig und nicht inkrustiert. Die 6–9 µm dicken Subhymenialhyphen sind fast hyalin und dünnwandig. Die Art verfügt wie fast alle Traubenbasidien weder über Zystiden noch über Schnallen. Die sechs- bis selten siebensporigen Basidien der Art wachsen in Nestern, werden 18–25 × 7–8,5 µm groß, sind annähernd zylindrisch geformt und in der Mitte leicht tailliert. Die Sporen sind annähernd kugelförmig und meist 4–5,5 × 3–5,5 µm groß. Sie sind hyalin, glatt und dünnwandig.

## Verbreitung
Die bekannte Verbreitung von Botryobasidium botryoideum umfasst mit Europa und Nordamerika ein holarktisches Areal.

## Ökologie
Botryobasidium botryoideum ist ein Saprobiont, der auf dem Totholz von Laubbäumen wächst. Bekannte Substrate sind unter anderem Stiel-Eiche (Quercus robur) und Runzelblättrige Eiche (Alnus incana var. rugosa).